# Axel Toupane
Axel Toupane (ur. 23 lipca 1992 w Miluzie) – francuski koszykarz, występujący na pozycjach rzucającego obrońcy oraz niskiego skrzydłowego, reprezentant kraju, od 2023 zawodnik Metropolitans 92.
3 marca 2016 roku podpisał 10-dniową umowę z zespołem Denver Nuggets.
25 lutego 2017 zawarł 10-dniowy kontrakt z Milwaukee Bucks. 4 marca został zwolniony przez klub. 8 kwietnia podpisał umowę do końca sezonu z New Orleans Pelicans. 27 lipca został zawodnikiem litewskiego Žalgirisu Kowno.
17 lipca 2018 został zawodnikiem Olympiakosu Pireus. 13 kwietnia 2019 opuścił klub. 21 sierpnia dołączył do hiszpańskiej Unicaji Malaga.
14 marca 2021 podpisał umowę z Milwaukee Bucks na występy zarówno w NBA, jak i zespole G-League – Wisconsin Herd. 9 sierpnia 2023 został zawodnikiem francuskiego Metropolitans 92.
Axel Toupane jest absolwentem Uniwersytetu Bocconiego, HEC Paris i Emlyon Business School.

## Osiągnięcia
Stan na 18 października 2023, na podstawie, o ile nie zaznaczono inaczej.

### NBA
- Mistrz NBA (2021)[16]

### Klubowe
- Mistrz Litwy (2018)
- 3-krotny wicemistrz Francji (2013–2015)
- Brąz Euroligi (2018)
- Zdobywca pucharu:
  - Francji (2015)
  - Liderów Francji (2015)
  - Litwy (2018)
- Finalista Pucharu Liderów Francji (2013)
- Uczestnik rozgrywek:
  - Euroligi (2013/14)
  - Eurocup (2013–2015)

### Indywidualne
- Największy Postęp Sezonu D-League (2016)
- Uczestnik:
  - Adidas Eurocamp (2012, 2014)
  - meczu gwiazd D-League (2017)[17]
- Zaliczony do III składu D-League (2017)[18]

### Reprezentacja
Seniorów
- Brązowy medalista mistrzostw świata (2019)
- Uczestnik mistrzostw Europy (2017 – 12. miejsce)

Młodzieżowe
- Wicemistrz mistrzostw Europy U–20 (2012)
- Brązowy medalista mistrzostw Europy U–20 (2011)